# Blacksmith Scene
Pour plus de détails, voir Fiche technique et Distribution.
Blacksmith Scene (aussi connu sous le nom de Blacksmith Scene #1 et Blacksmithing Scene) est un film muet américain de moins d'une minute, réalisé par William Kennedy Laurie Dickson en 1893. 
Ce film (le mot anglais film est utilisé pour la première fois dans le sens moderne par Thomas Edison), tourné avec le Kinétographe, première caméra de l'histoire du cinéma, est l'un des premiers films présentés publiquement grâce au Kinétoscope, machine de visionnement individuel par œilleton. En 1995, il est ajouté à la liste du National Film Registry américain, réfection et conservation officielles de films historiquement importants, par la Bibliothèque du Congrès à Washington.

## Synopsis
Trois forgerons frappent quelques coups de marteau sur une pièce de fer, puis boivent une bière directement au goulot de la bouteille et reprennent leur travail.

## Fiche technique
- Titre original : Blacksmith Scene
- Autre titre : Scène du forgeron (traduction littérale)
- Réalisation : William K.L. Dickson
- Société de production : Studios d'Edison
- Format : Film 35 mm à 2 jeux de 4 perforations rectangulaires Edison par photogramme au ratio 1.33:1, noir et blanc, muet
- Genre : Docu-fiction
- Date de sortie : 9 mai 1893

## Distribution
- Charles Kayser
- John Ott